# Лихте
Лихте (нем. Lichte) — община в Германии, в земле Тюрингия.
Входит в состав района Заальфельд-Рудольштадт. Подчиняется общинной ассоциации Лихтеталь-ам-Реннштейг. Население составляет 1587 человек (на 31 декабря 2010 года). Занимает площадь 19,36 км².
Лихте подразделяется на 4 подрайона.

## География
Горы вокруг Долины Лихте (Лихтеталь)
| Наименование | Высота над у. моря | Направление | Особенность                      |
| ------------ | ------------------ | ----------- | -------------------------------- |
| Спитцер Берг | 790.3 м            | С СВ        | Хвойный лес                      |
| Раухюгел     | 801.9 м            | СВ          | Наблюдательная вышка, радиомачта |
| Муценберг    | 770.0 м            | СВ          | Хвойный лес                      |
| Миттелберг   | 803.6 м            | Ю ЮВ        | с горой Кирхберг (688 m)         |
| Апелсберг    | 780.0 м            | ЮВ          |                                  |
| Рюкертсбил   | 756.0 м            | В           | с горой Заухюгел (722 м, В)      |
| Ханберг      | 686.0 м            | З           | Пастбищные угодья                |

## История
Лихт (Валлендорф) фарфорная мануфактура Валлендорфер Порцеллан (нем. Wallendorfer Porzellan) была создана в 1764 г. Таким образом, эта фарфорная мануфактура явеляется одной из старейших в Европе.

## Политика
| Год  | Население |
| ---- | --------- |
| 2006 | 1 778     |
| 2009 | 1 634     |
| 2010 |           |
| 2011 |           |

### Администрация общины

Лихт (Валлендорф) Фарфорная мануфактура, 2006 г.
водохранилище Лихте-Лейбис, 102,5 м